# Пимен Посник (Печерський ігумен)
Пимен Посник, ігумен, преподобний —  (кінец XI - початок XII ст.) православний святий, ігумен у Києво-Печерському монастирі.

## Життєпис
Преподобний Пимен жив наприкінці XI ст. - на початку XII ст.. Він стяжав таку благодать від Бога, що міг вкушати їжу тільки раз на тиждень і в невеликій кількості. При цьому святий Пимен справно та без втоми виконував монастирський послух. Вдень він молов муку, носив на собі дрова для братії, а вночі стояв на молитві. І за такі свої труди він був удостоєний від Господа вічного Блаженства.
Преподобний Пимен був ігуменом Києво-Печерського монастиря з 1132 по 1141 р.
Відомо також, що за благословінням ігумена Пимена, преподобні Спиридон і Никодим впродовж довгих літ пекли проскури..
Преподобний Пимен, як і преподобний Онисифор, декілька разів бачили у видінні прп. Антонія, який виголосив свій заповіт про спасіння кожного ченця, похованого в монастирі.
В патериковому тексті, а саме - посланні свят. Симона, згадується про преподобного Пимена Посника, як архімандрита Києво-Печерського.
Помер прп. Пимен у віці бл. 50-55 років. Зріст мав 170-175 см.
Його мощі спочивають у Дальніх печерах, поряд з мощами преподобного Агафона Чудотворця.
Архієпископ Філарет (Гумелівський) вказує, що не слід плутати прп. Пимена постника та ігумена Печерського, з прп. Пименом постником (сподвижником священномученика Кукщі), та прп. Пименом Болящім Печерським.